# Lijst van leden van de Staatsraad van de DDR
Hieronder volgt een lijst van leden van de Staatsraad van de DDR.

## Staatsraad vanaf 12 september 1960

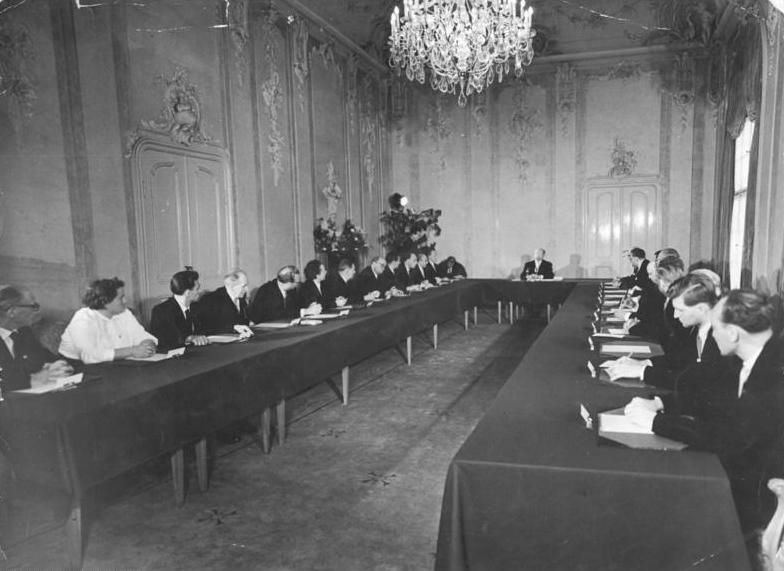
Oprichtingsvergadering op 12 september 1960

Voorzitter:
- Walter Ulbricht (SED)

Plaatsvervanger:
- Otto Grotewohl (SED)
- Johannes Dieckmann (LDPD)
- Gerald Götting (CDU)
- Heinrich Homann (NDPD)
- Manfred Gerlach (LDPD)
- Hans Rietz (DBD)

Leden:
- Günter Christoph (SED)
- Erich Correns (Kulturbund)
- Friedrich Ebert (SED)
- Luise Ermisch (SED)
- Erich Grützner (FDGB)
- Friedrich Kind (CDU)
- Bernard Koenen (SED)
- Otto Krauss (LDPD)
- Bruno Leuschner (SED)
- Karl Mewis (SED)
- Irmgard Neumann (DBD)
- Karl Polak (SED)
- Karl Rieke (SED)
- Hans Rodenberg (SED)
- Horst Schumann (FDJ)
- Peter Adolf Thiessen (partijloos)

Secretaris:
- Otto Gotsche (SED)

## Staatsraad vanaf 13 november 1963
Voorzitter:
- Walter Ulbricht (SED)

Plaatsvervanger:

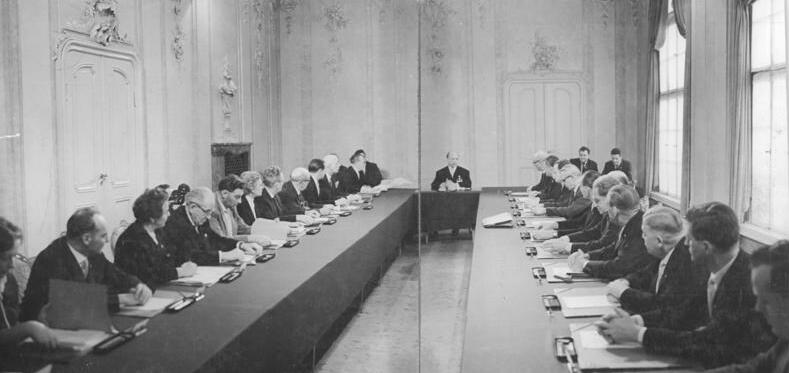
Zitting van de Staatsraad op 13 november 1963

- Otto Grotewohl (SED) overleden op 21 september 1964
- Willi Stoph op 24 september 1964 door de Volkskammer gekozen
- Johannes Dieckmann (LDPD)
- Gerald Götting (CDU)
- Heinrich Homann (NDPD)
- Manfred Gerlach (LDPD)
- Hans Rietz (DBD)

Leden:
- Erich Correns (Kulturbund)
- Friedrich Ebert (SED)
- Erich Grützner (SED)
- Brunhilde Hanke (SED) op 19 november 1964 door de Volkskammer gekozen
- Lieselott Herforth (FDGB)
- Friedrich Kind (CDU)
- Bernard Koenen (SED)
- Else Merke (DBD)
- Günter Mittag (SED)
- Anni Neumann (FDGB) op 19 november 1964 door de Volkskammer gekozen
- Christel Pappe (FDGB)
- Karl Rieke (SED)
- Hans Rodenberg (SED)
- Horst Schumann (FDJ)
- Klaus Sorgenicht (SED)
- Christian Steinmüller (NDPD)
- Willi Stoph (SED) tot 24 september 1964
- Paul Strauß (SED)

Secretaris:
- Otto Gotsche (SED)

## Staatsraad vanaf 13 juli 1967
Voorzitter:
- Walter Ulbricht (SED)

Plaatsvervanger:
- Willi Stoph (SED)

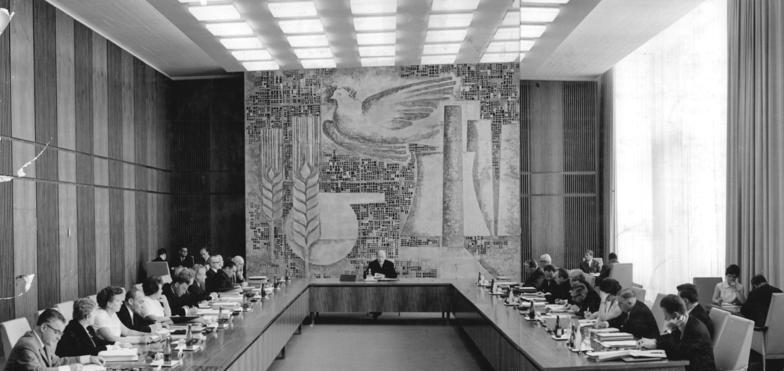
Vergadering van de Staatsraad op 13 juli 1967

- Johannes Dieckmann (LDPD) op 22 februari 1969 overleden
- Gerald Götting (CDU)
- Heinrich Homann (NDPD)
- Manfred Gerlach (LDPD)
- Hans Rietz (DBD)

Leden:
- Erich Correns (Kulturbund)
- Friedrich Ebert junior (SED)
- Erich Grützner (SED)
- Brunhilde Hanke (SED)
- Lieselott Herforth (FDGB)
- Friedrich Kind (CDU)
- Else Merke (DBD)
- Günter Mittag (SED)
- Anni Neumann (FDGB)
- Karl Rieke (SED)
- Hans Rodenberg (SED)
- Maria Schneider (FDGB)
- Horst Schumann (SED)
- Hans-Heinrich Simon (NDPD)
- Klaus Sorgenicht (SED)
- Paul Strauß (SED)
- Bruno Thalmann (LDPD) op 12 mei 1969 als opvolger van Dieckmann gekozen

Secretaris:
- Otto Gotsche (SED)

## Staatsraad vanaf 26 november 1971
Voorzitter:
- Walter Ulbricht (SED) op 1 augustus 1973 overleden
- Willi Stoph (SED) op 3 oktober 1973 door de Volkskammer als opvolger gekozen

Plaatsvervanger:
- Friedrich Ebert junior (SED)
- Willi Stoph (SED)
- Gerald Götting (CDU)
- Heinrich Homann (NDPD)
- Manfred Gerlach (LDPD)
- Hans Rietz (DBD)

Leden:
- Kurt Anclam (LDPD)
- Friedrich Clermont (SED)
- Erich Correns (Kulturbund)
- Willi Grandetzka (DBD)
- Erich Grützner (SED)
- Brunhilde Hanke (SED)
- Lieselott Herforth (FDGB)
- Erich Honecker (SED)
- Friedrich Kind (CDU)
- Margarete Müller (SED)
- Bernhard Quandt (SED) op 3 oktober 1973 door de Volkskammer gekozen
- Hans Rodenberg (SED)
- Klaus Sorgenicht (SED)
- Paul Strauß (SED)
- Ilse Thiele (DFD)
- Harry Tisch (SED) op 19 juni 1975 door de Volkskammer gekozen
- Paul Verner (SED)
- Rosel Walther (NDPD)
- Herbert Warnke (SED)

Secretaris:
- Heinz Eichler (SED)

## Staatsraad vanaf 29 oktober 1976
Voorzitter:
- Erich Honecker (SED)

Plaatsvervanger:

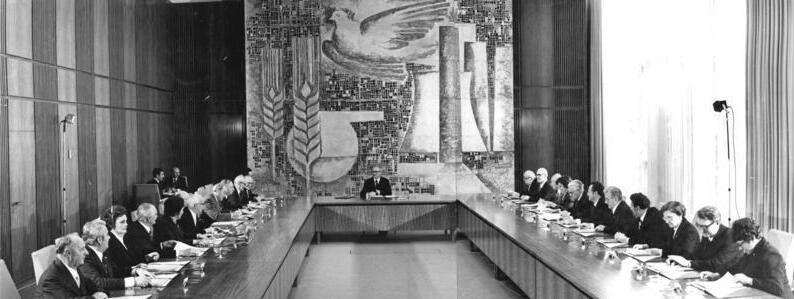
Vergadering van de Staatsraad op 29 oktober 1976

- Friedrich Ebert junior (SED) op 4 december 1979 overleden
- Willi Stoph (SED)
- Horst Sindermann (SED)
- Manfred Gerlach (LDPD)
- Ernst Goldenbaum (DBD)
- Heinrich Homann (NDPD)
- Gerald Götting (CDU)

Leden:
- Kurt Anclam (LDPD)
- Erich Correns (Kulturbund)
- Willi Grandetzka (DBD) op 14 april 1979 overleden
- Kurt Hager (SED)
- Brunhilde Hanke (SED)
- Lieselott Herforth (FDGB)
- Friedrich Kind (CDU)
- Günter Mittag (SED) op 28 juni 1979 door de Volkskammer gekozen
- Margarete Müller (SED)
- Albert Norden (SED)
- Alois Pisnik (SED) op 3 juli 1980 door de Volkskammer gekozen
- Bernhard Quandt (SED)
- Werner Seifert (DBD) op 28 juni 1979 door de Volkskammer als opvolger van Grandetzka gekozen
- Klaus Sorgenicht (SED)
- Paul Strauß (SED)
- Ilse Thiele (DFD)
- Harry Tisch (SED)
- Paul Verner (SED)
- Rosel Walther (NDPD)

Secretaris:
- Heinz Eichler (SED)

## Staatsraad vanaf 25 juni 1981
Voorzitter:
- Erich Honecker (SED)

Plaatsvervanger:
- Willi Stoph (SED)
- Horst Sindermann (SED)

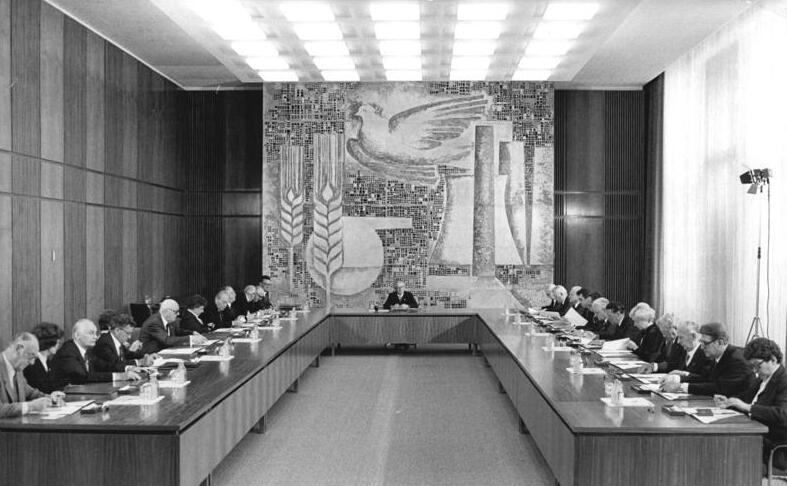
Zitting van de Staatsraad op 25 juni 1981

- Paul Verner (SED) op 15 juni 1984 door de Volkskammer uit deze functie ontheven
- Manfred Gerlach (LDPD)
- Ernst Goldenbaum (DBD) op 2 juli 1982 door de Volkskammer uit deze functie ontheven
- Egon Krenz (FDJ) op 15 juni 1984 door de Volkskammer voor deze functie gekozen
- Günter Mittag (SED) op 15 juni 1984 door de Volkskammer voor deze functie gekozen
- Ernst Mecklenburg (DBD) op 2 juli 1982 door de Volkskammer gekozen
- Heinrich Homann (NDPD)
- Gerald Götting (CDU)

Leden:
- Kurt Anclam (LDPD)
- Werner Felfe (SED)
- Kurt Hager (SED)
- Brunhilde Hanke (SED)
- Lothar Kolditz op 2 juli 1982 door de Volkskammer gekozen
- Friedrich Kind (CDU)
- Egon Krenz (FDJ)
- Günter Mittag (SED)
- Margarete Müller (SED)
- Konrad Naumann op 15 juni 1984 door de Volkskammer gekozen
- Alois Pisnik (SED)
- Bernhard Quandt (SED)
- Werner Seifert (DBD)
- Klaus Sorgenicht (SED)
- Paul Strauß (SED)
- Ilse Thiele (DFD)
- Harry Tisch (SED)
- Johanna Töpfer (FDGB)
- Paul Verner (SED) op 15 juni 1984 door de Volkskammer in deze functie bevestigd
- Rosel Walther (NDPD)

Secretaris:
- Heinz Eichler (SED)

## Staatsraad vanaf 16 juni 1986
Voorzitter:
- Erich Honecker (SED) op 24 oktober 1989 van zijn functie ontheven
- Egon Krenz (SED) op 24 oktober 1989 als opvolger gekozen, op 6 december 1989 afgetreden
- Manfred Gerlach (LDPD) vanaf 6 december 1989

Plaatsvervanger:
- Willi Stoph (SED) afgetreden op 16 november 1989
- Horst Sindermann (SED) afgetreden op 16 november 1989
- Egon Krenz (SED)
- Günter Mittag (SED) op 24 oktober 1989 uit zijn functie ontheven
- Gerald Götting (CDU) op 17 november 1989 uit zijn functie ontheven
- Günther Maleuda (DBD) op 26 juni 1987 door de Volkskammer gekozen
- Ernst Mecklenburg (DBD) op 26 juni 1987 door de Volkskammer per Beschluß abberufen
- Heinrich Homann (NDPD) op 17 november 1989 uit zijn functie ontheven
- Manfred Gerlach (LDPD)
- Manfred Mühlmann (NDPD) op 17 november 1989 door de Volkskammer gekozen

Leden:
- Eberhard Aurich (FDJ) afgetreden op 29 januari 1990
- Fritz Dallmann (VdgB)
- Werner Felfe (SED) op 7 september 1988 overleden
- Peter Florin (SED) op 14 december 1988 door de Volkskammer gekozen
- Kurt Hager (SED) op 16 november 1989 afgetreden
- Brunhilde Hanke (SED)
- Leonhard Helmschrott (DBD)
- Friedrich Kind (CDU) afgetreden op 29 januari 1990
- Eveline Klett (DFD)
- Lothar Kolditz (Kulturbund)
- Werner Krolikowski (SED) op 14 december 1988 door de Volkskammer gekozen; op 16 november 1989 afgetreden
- Gerhard Lindner (LDPD) op 17 november 1989 door de Volkskammer gekozen
- Peter Moreth (LDPD) op 17 november 1989 uit zijn functie ontheven
- Margarete Müller (SED) afgetreden op 29 januari 1990
- Alois Pisnik (SED)
- Bernhard Quandt (SED)
- Klaus Sorgenicht (SED) afgetreden op 29 januari 1990
- Paul Strauß (SED) afgetreden op 29 januari 1990
- Ilse Thiele (DFD) afgetreden op 11 januari 1990
- Harry Tisch (SED) op 16 november 1989 afgetreden
- Johanna Töpfer (FDGB)
- Rosel Walther (NDPD)
- Monika Werner (SED)

Secretaris:
- Heinz Eichler (SED)